# Castello della Manta
Il castello della Manta è un maniero medievale situato sulle colline di Manta, in provincia di Cuneo. 
Nel 1984 è stato concesso in comodato al Fondo Ambiente Italiano dalla contessa Elisabetta de Rege Thesauro di Donato Provana del Sabbione, affinché fosse inserito in un unico progetto di gestione e valorizzazione culturale.
Il castello della Manta fa anche parte del circuito dei "Castelli Aperti" del Basso Piemonte.

## Storia
La struttura del castello è frutto di aggregazioni posteriori all'impianto originario del XII secolo. L'edificio, trasformato nel tempo in dimora signorile, iniziò ad assumere la fisionomia attuale solo all'inizio del Quattrocento grazie all'opera della famiglia Saluzzo della Manta, originata da Valerano, figlio illegittimo del marchese Tommaso III di Saluzzo.
Con l'estinzione di questo ramo del casato, alla fine del XVIII secolo, fu abbandonato e cadde in  rovina. Dai Saluzzo passò ai Radicati, quindi ai Provana e infine ai de Rege Thesauro. Dopo la donazione al FAI, nel 1984, sono stati avviati i lavori di recupero e restauro che hanno riportato il complesso alla sua condizione originaria.

## Descrizione

### Cicli pittorici

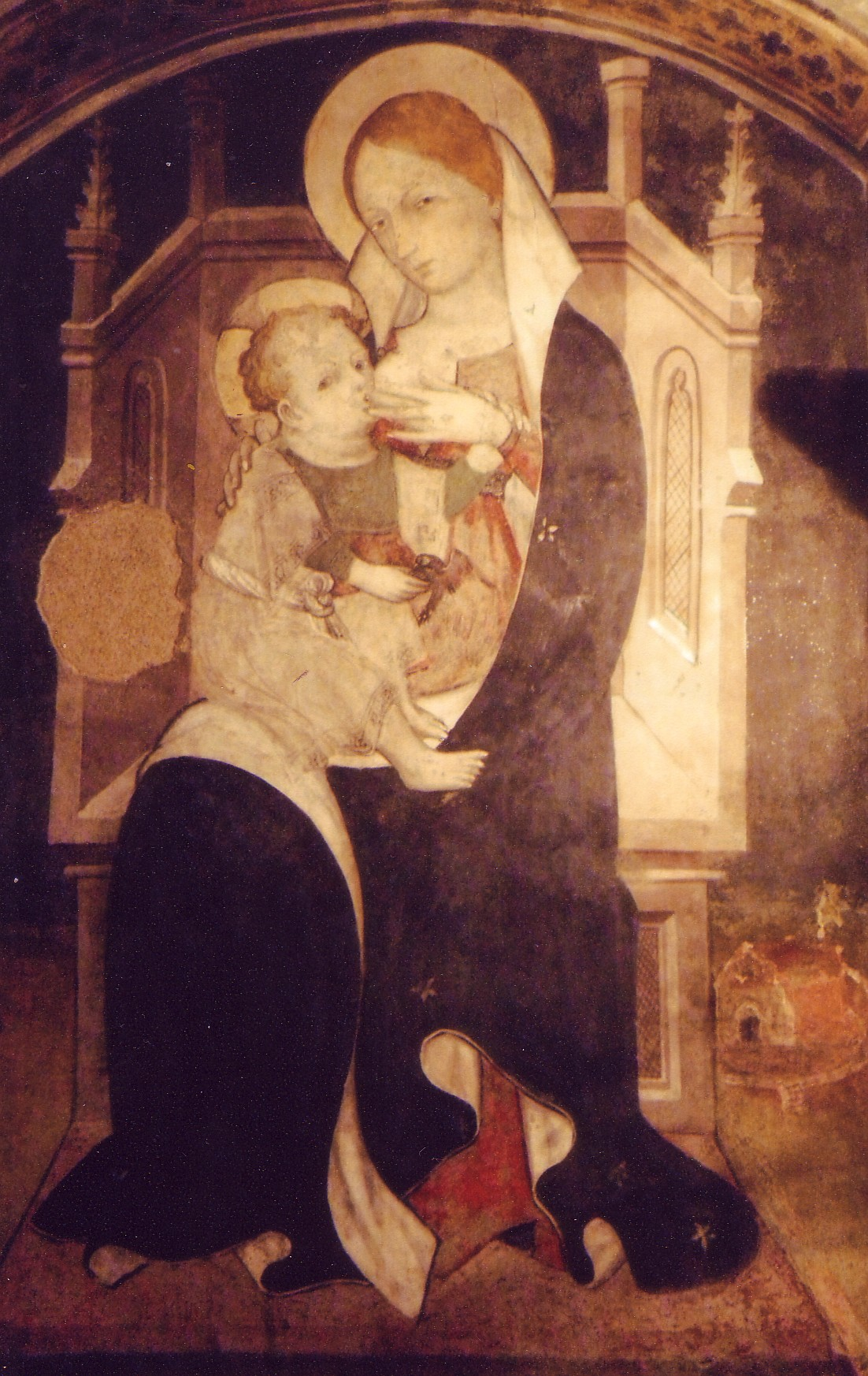
Castello della Manta, Madonna del Latte, anonimo del Quattrocento

Numerosi sono gli ambienti che lo caratterizzano: in una sala, all'interno di una piccola nicchia è conservato un affresco raffigurante una Madonna del Latte in cui è raffigurata la Vergine Maria nell'atto di allattare Gesù. L'opera risalente al Quattrocento è opera di un anonimo pittore. Si esclude che possa essere l'anonimo artista che affrescò la sala baronale.
La pareti della sala baronale della Manta ospitano un ciclo pittorico di qualità, ampiezza e stato di conservazione straordinari. Attribuiti a un anonimo maestro, questi affreschi - una delle rarissime testimonianze della arte di corte che si sono conservate - furono realizzati intorno al 1420 e rappresentano una serie di eroi ed eroine (presumibilmente coi tratti dei marchesi e marchese di Saluzzo) - qui illustrati secondo la tradizione iconografica classica, ebraica e cristiana ed effigiati con preziosi abiti del tempo - e la fontana di giovinezza, un tema figurativo di cui, a causa dell'ecatombe dell'arte profana medievale, sono sopravvissute poche altre attestazioni. I suddetti personaggi sono ispirati ad un poema scritto da Tommaso III di Saluzzo, le Chevalier Errant, e abbiamo, nell'ordine, Ettore, Alessandro Magno, Giulio Cesare, Giosuè, Davide, Giuda Maccabeo, Re Artù, Carlo Magno, Goffredo di Buglione, Deifile, Sinope, Ippolita, Semiramide, Etiope, Lampeto, Tomiri, Teuca, Pentesilea (tutti rimasti ben visibili, tranne l'ultima eroina, rimasta mutilata dal crollo dell'intonaco). Elemento ricorrente in questi cicli pittorici è la parola Leit, sul cui significato esistono varie interpretazioni: tra di esse, una lo riconduce al tedesco arcaico, con il significato di "guida", "leader", un'altra invece lo associa a un termine provenzale indicativo di "lieto", "felice", un'altra ancora ipotizza debba essere raddoppiato in Leit Leit, riferendosi a un'ulteriore espressione che starebbe per "piano", "con calma".
Un'importante testimonianza dell'arte manierista del Cinquecento è invece data dalla Sala delle grottesche, parte dell'appartamento di rappresentanza voluto intorno al 1560 da Michele Antonio della Manta: presenta un soffitto finemente dipinto e decorato con stucchi, grottesche, antiche rovine, architetture rinascimentali frutto della cultura tipica dell'Italia centrale del tempo.

### Chiesa di Santa Maria al Castello
Annessa al castello è visitabile la chiesa castellana, nel cui interno sono custoditi due locali di particolare pregio, anch'essi riconducibili ai due momenti più significativi della decorazione pittorica che caratterizza l'intero maniero.
Interessanti affreschi sulla vita di Gesù Cristo - risalenti allo stesso periodo della realizzazione della sala baronale del castello - corredano l'abside della chiesa, mentre la cappella funeraria di Michelantonio mostra una ricca decorazione a stucco e pitture anch'esse di gusto manieristico.

## Galleria d'immagini

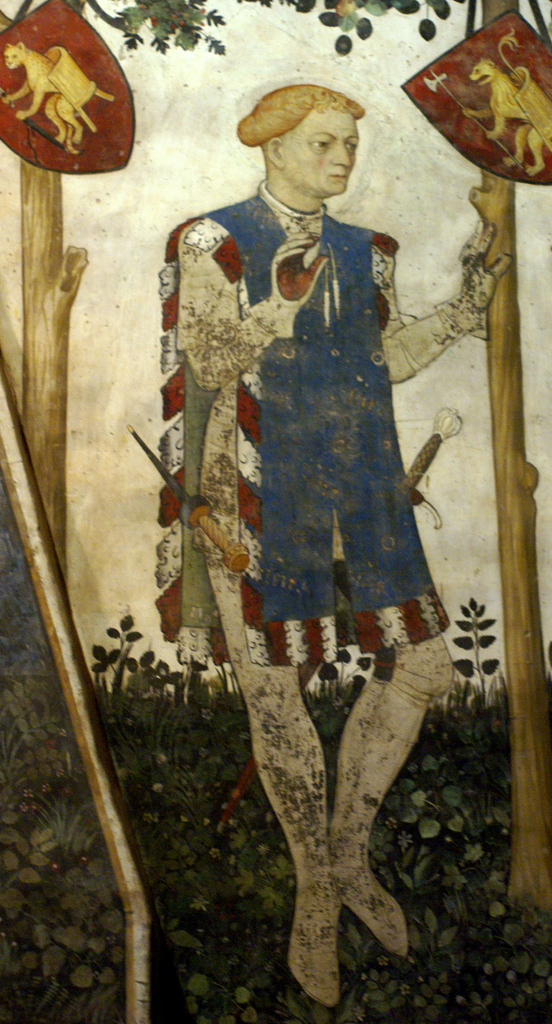
Ettore (Valerano)
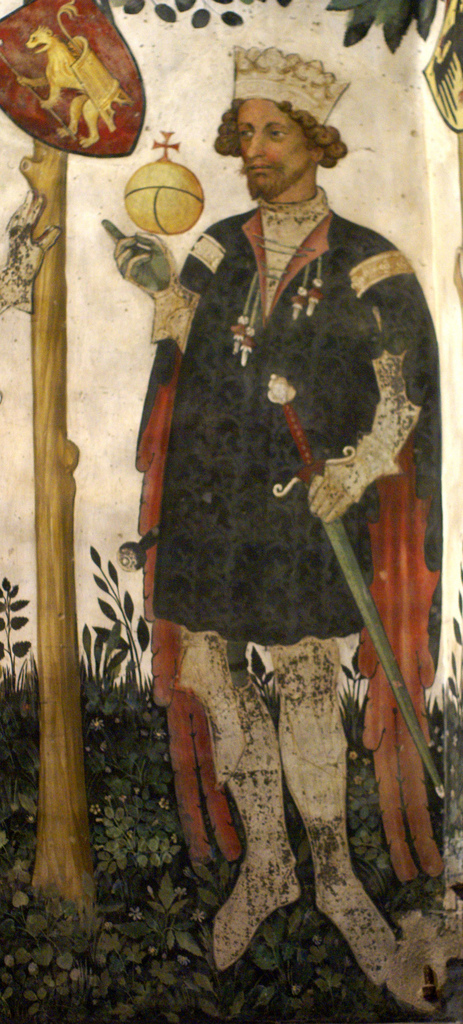
Alessandro Magno (Tommaso III)
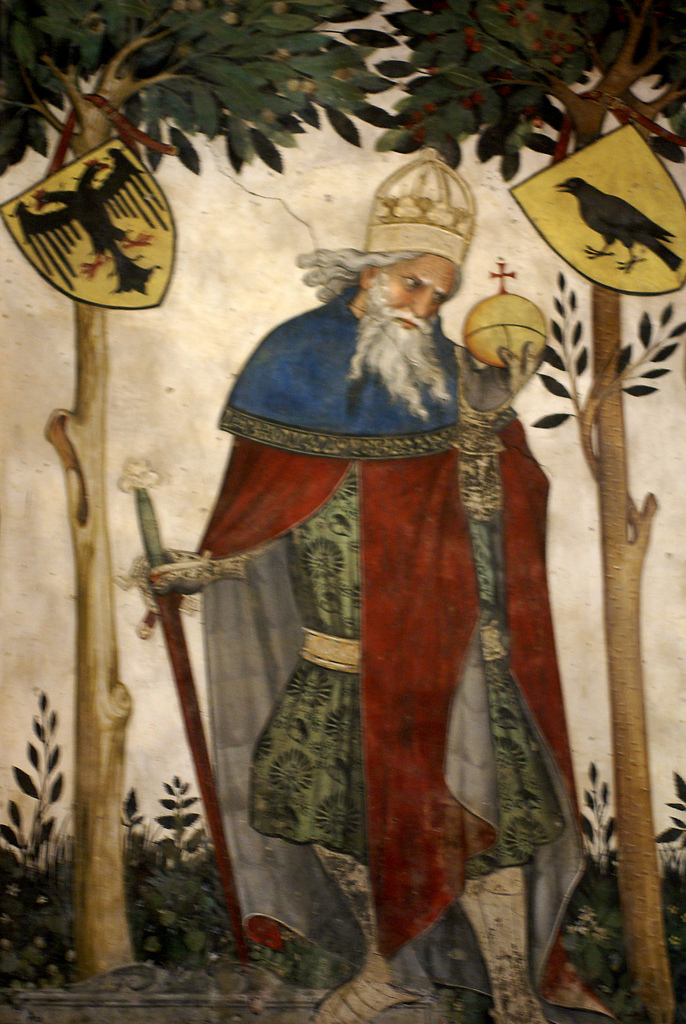
Giulio Cesare (Federico II)
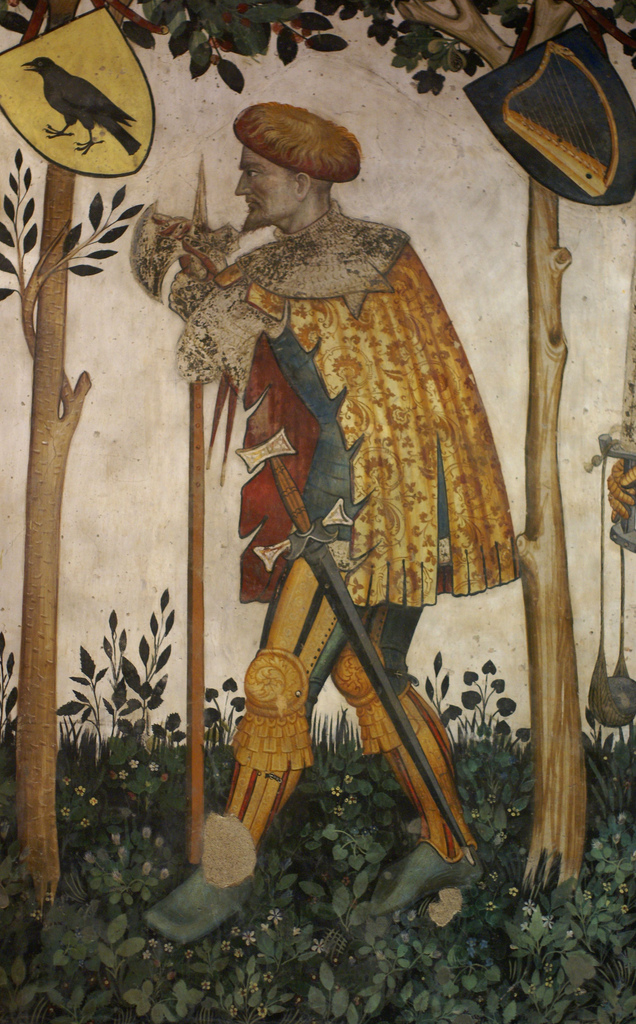
Giosuè (Tommaso II)
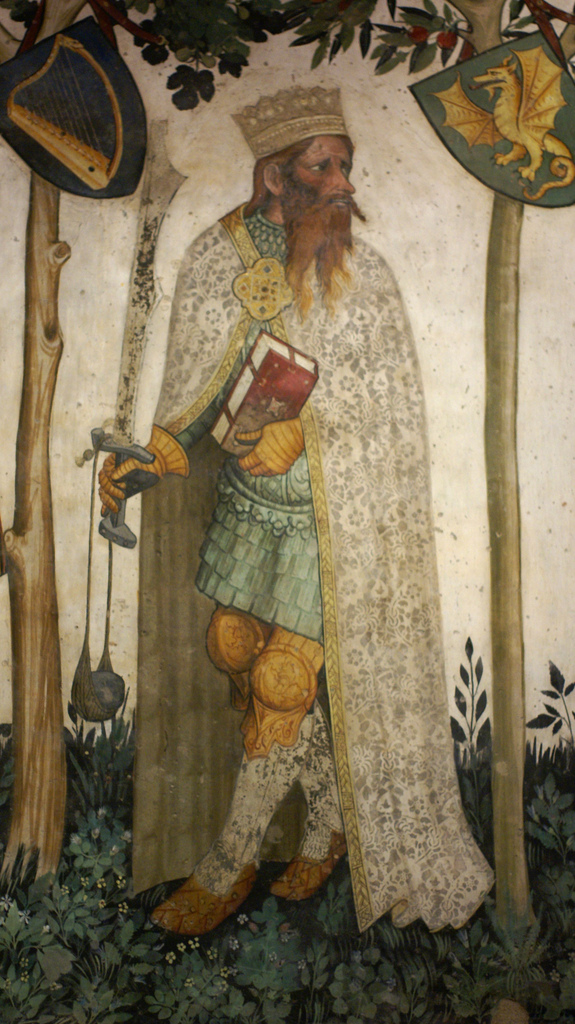
Re Davide (Federico I)
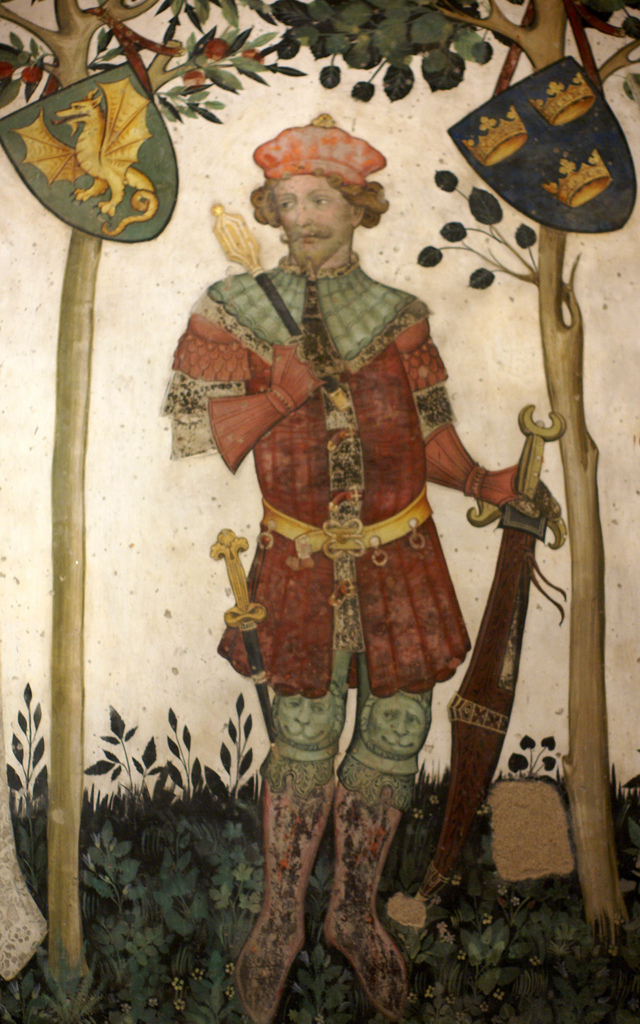
Giuda Maccabeo (Manfredo IV)
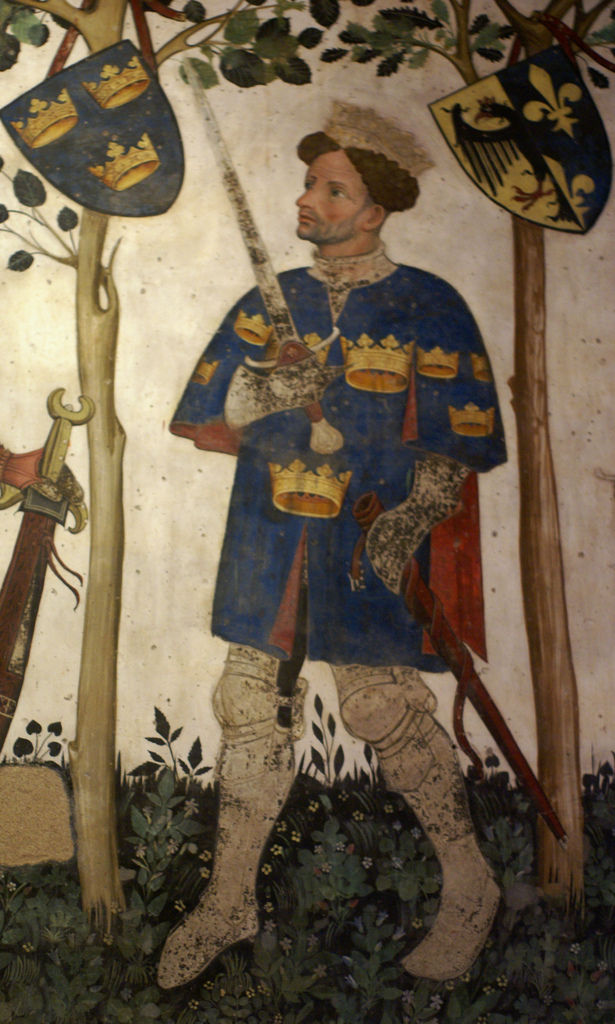
Re Artù (Tommaso I)
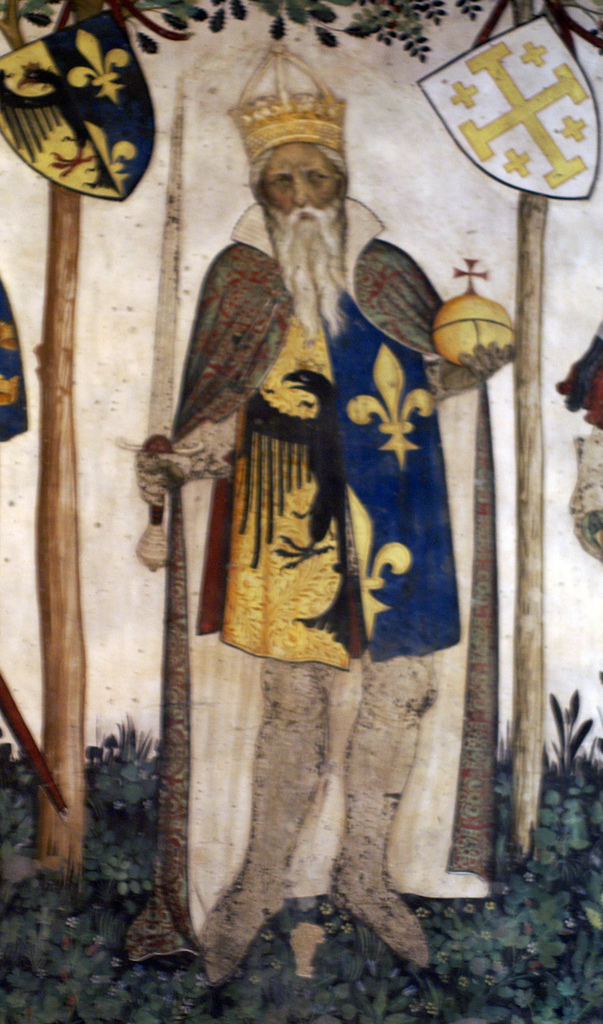
Carlo Magno (Manfredo III)
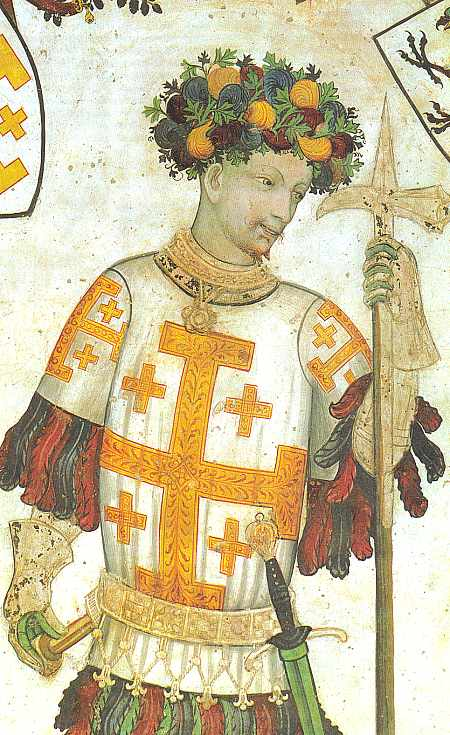
Goffredo di Buglione (Manfredo I)

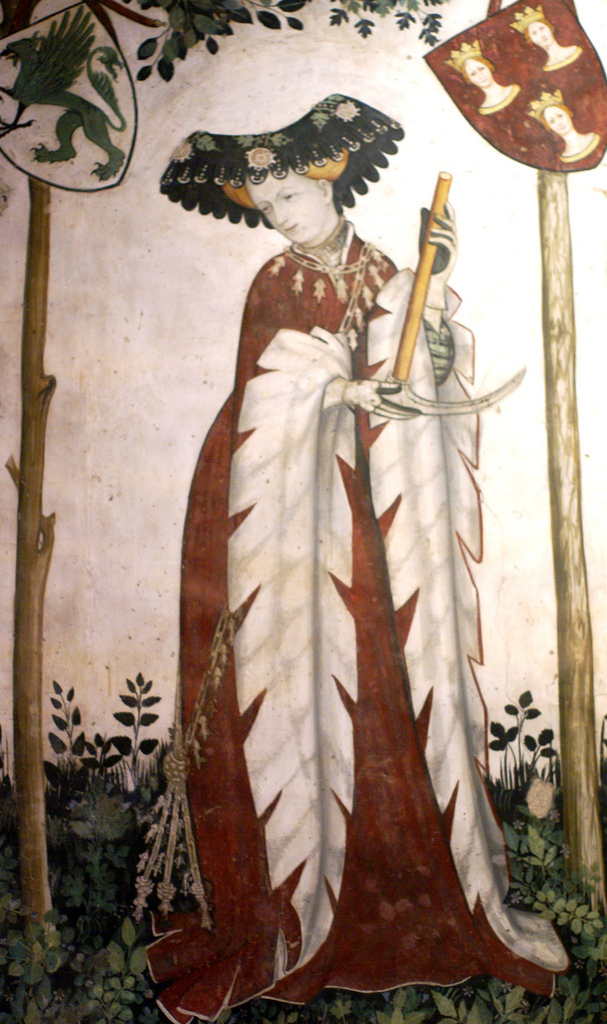
Deipile (Eleonora della Torre Arborea, consorte di Manfredo I)
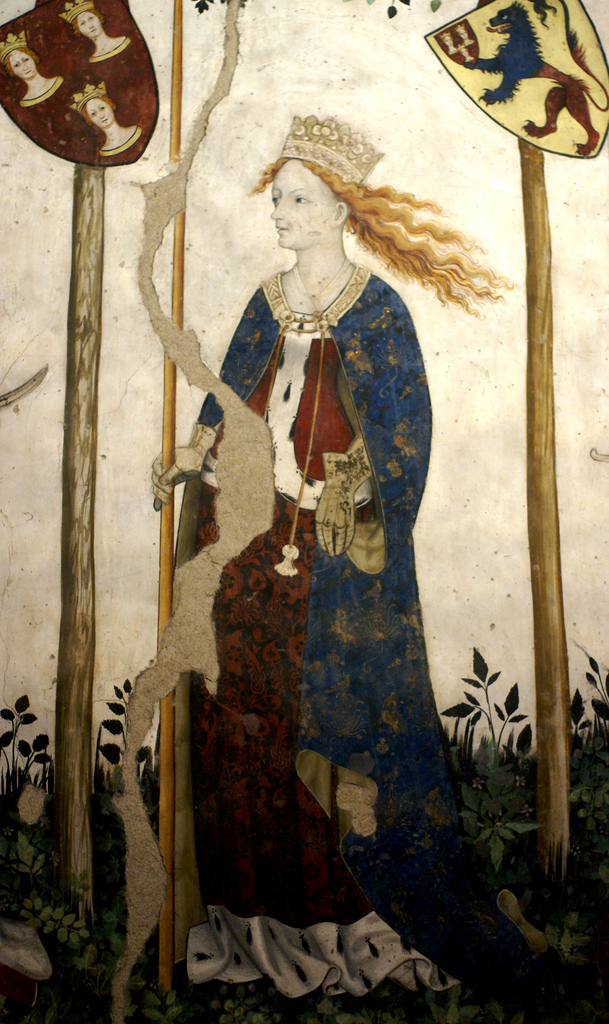
Sinope (Alasia del Monferrato, consorte di Manfredo II e madre di Manfredo III)
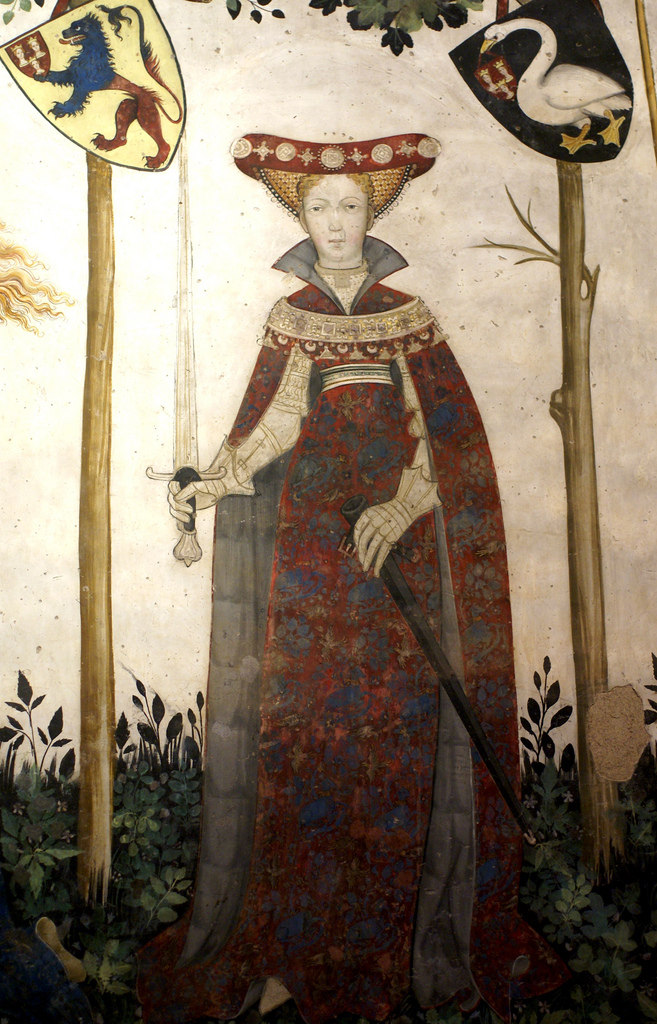
Ippolita (Beatrice di Savoia, consorte di Manfredo III)
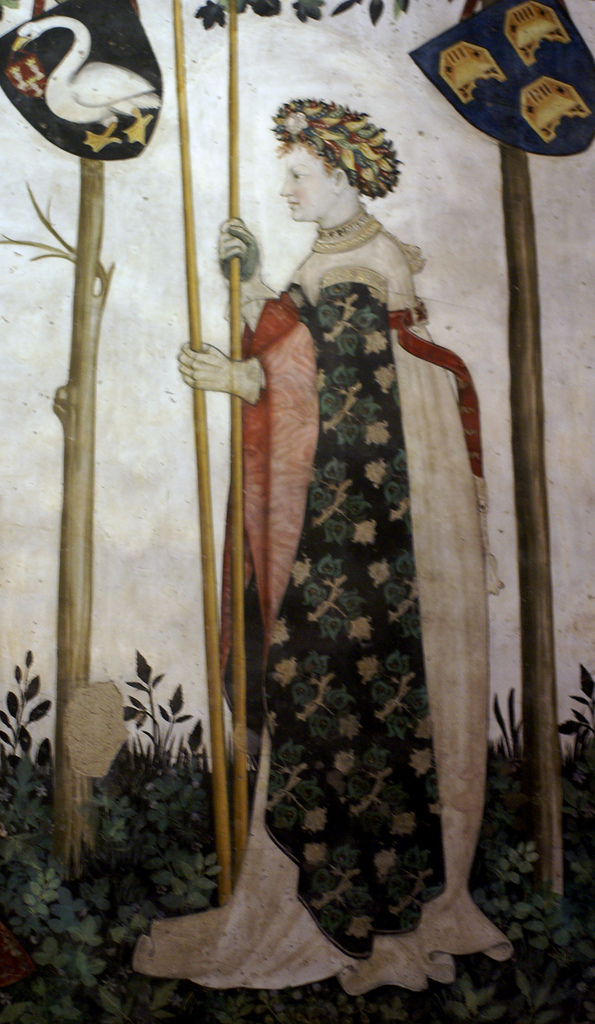
Semiramide (Aloisia di Ceva, consorte di Tommaso I)
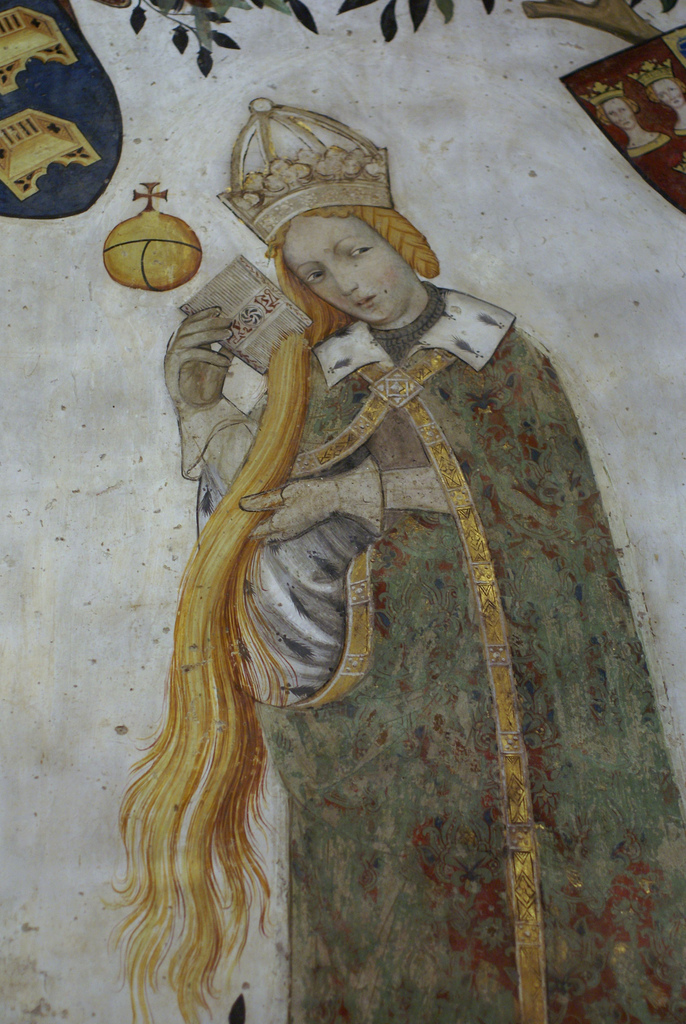
Etiope (Beatrice di Sicilia, consorte di Manfredo IV)
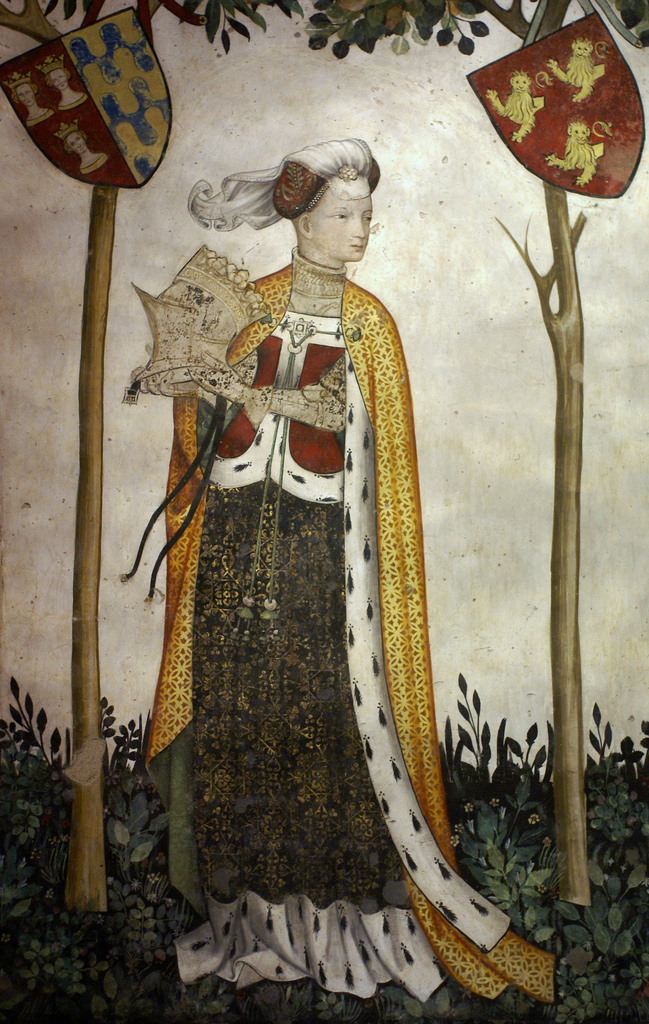
Lampeto (Riccarda Visconti, consorte di Tommaso II)
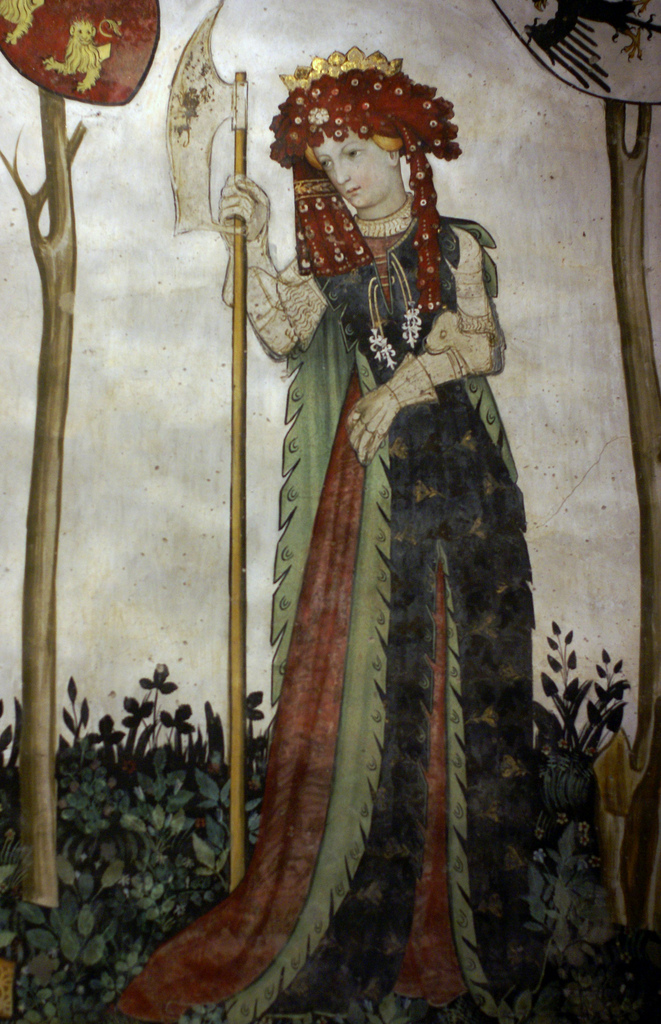
Tomiri (Beatrice di Ginevra, consorte di Federico II)
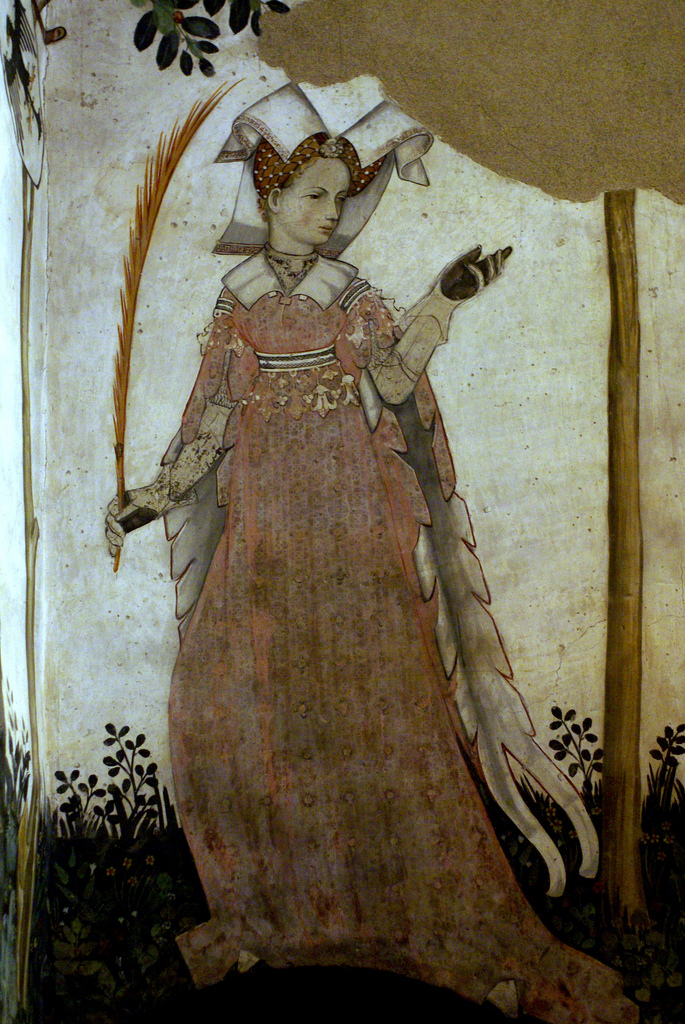
Teuca (Margherita di Roucy, consorte di Tommaso III)